# Livre d'heures de Marguerite de Clèves
 (janvier 2021).
Le Livre d'heures de Marguerite de Clèves est un livre d'heures enluminé à La Haye aux Pays-Bas entre 1395 et 1400 pour Marguerite de Clèves, duchesse de Clèves et épouse d'Albert Ier de Hainaut. Il est actuellement conservé au Musée Calouste-Gulbenkian de Lisbonne.

## Historique
Elaboré pour Marguerite de Clèves, il fut donné au couvent cistercien de Schoenensteinbach.
Il a été acquis par Calouste Gulbenkian en mai 1924.

## Description
Il contient un calendrier, les Heures de la Vierge, les courtes Heures de l'Esprit Saint, les sept psaumes de pénitence, la litanie des saints et l'office des morts.
Les prières et dévotions contenues dans l'ouvrage sont illustrées avec onze miniatures en pleine page entourées de décorations florales exubérantes en marge.
La première de ces miniatures illustre le portrait d'une jeune femme noble, probablement Marguerite de Clèves, en position de prière devant la Vierge et son fils.
L'auteur de ce manuscrit est connu comme le Maître de Marguerite de Clèves.